# 101e division d'infanterie de forteresse
Pour les articles homonymes, voir 101e division.
La 101e division d'infanterie de forteresse est le nom d'une unité de l’Armée française, qui a combattu pendant la Seconde Guerre mondiale. Elle est affectée sur la Ligne Maginot à la défense de la région de Maubeuge.

## Création et différentes dénominations
- Secteur fortifié de Maubeuge
- mars 1940 : 101e division d'infanterie de forteresse

## Les chefs de la101edivision de forteresse
La division est commandée par le général Béjard (sl), qui commandait le secteur fortifié de Maubeuge auparavant.

## Composition
- 84e régiment d'infanterie de forteresse : trois bataillons, deux compagnies d'équipages d'ouvrage[1] et un bataillon d'instruction (XXIe)[2]
- 87e régiment d'infanterie de forteresse : deux bataillons[2]
- 1er bataillon de mitrailleurs[2]
- 13e régiment régional de travailleurs[2]
- 18e régiment régional de travailleurs[2] (dissout le 16 avril 1940 pour former le 3e bataillon du 19e régiment régional[3])
- 19e régiment régional de travailleurs (deux puis trois bataillons)[2]
- Travailleurs espagnols[2]
- 2e et 3e groupes du 161e régiment d'artillerie de position[4].

## Historique
La 101e division d'infanterie de forteresse est formée en mars 1940 à partir des unités du secteur fortifié de Maubeuge.
La division combat pendant la bataille de la Sambre. Le 84e RIF tente d'abord de s'opposer le 16 mai 1940 à la percée vers l'ouest du 15e corps d'armée motorisé allemand mais ses ouvrages sont neutralisés par l'infanterie et les sapeurs allemands, soutenus par les chars de la 7e Panzerdivision.
La 101e DIF se replie autour Maubeuge. Elle résiste pendant une semaine à des forces allemandes du 8e corps d'armée, supérieures en nombre.
Les unités de la 101e DIF continuent de se battre : une partie du 84e RIF parvient à se replier jusqu'à Dunkerque et embarque pour la Grande-Bretagne, tandis que le 87e RIF rejoint la Normandie où il est capturé en juin.

## Insigne
L'insigne de la 101e DIF, créé avant mai 1940, présente la citadelle de Maubeuge et le lion des Flandres.

## Sources
- Narcisse Bouron, Le second drame de Maubeuge : histoire de la 101e Division de forteresse, (84e et 87e RIF), Éditions Imprimerie Lussaud, 1947 (présentation en ligne).
- Les grandes unités françaises : historiques succincts, vol. 3, Imprimerie nationale, 1967 (lire en ligne), « 101e Division d’infanterie de forteresse », p. 607-618.
- Jean-Yves Mary, Alain Hohnadel, Jacques Sicard et François Vauviller (ill. Pierre-Albert Leroux), Hommes et ouvrages de la ligne Maginot, t. 1, Paris, éditions Histoire & collections, coll. « L'Encyclopédie de l'Armée française » (no 2), 2000 (réimpr. 2001 et 2005), 182 p. (ISBN 2-908182-88-2).
  - Hommes et ouvrages de la ligne Maginot, t. 2 : Les formes techniques de la fortification Nord-Est, Paris, Histoire et collections, 2001, 222 p. (ISBN 2-908182-97-1).
  - Hommes et ouvrages de la ligne Maginot, t. 3 : Le destin tragique de la ligne Maginot, Paris, Histoire et collections, 2003, 246 p. (ISBN 2-913903-88-6).
- (en) Marc Romanych et Martin Rupp, Maginot Line 1940 : battles on the French frontier, Osprey Publishing, 2010, 96 p. (ISBN 978-1-84603-499-2, 1-84603-499-X et 978-1-84908-254-9, OCLC 320186975, lire en ligne).
- Julien Depret, Le secteur fortifié de Maubeuge face à l'invasion de mai 1940 : genèse et évolution de l'organisation défensive de la Boiscrête à Anor, Salomé, J. Depret, 2012, 247 p. (ISBN 978-2-9520574-3-1).